# Batalla de Cynwit
La batalla de Cynwit o batalla de Cynuit, fue un conflicto bélico que tuvo lugar en el año 878 en la fortaleza que el cronista Asser llamó Cynwit, que hoy posiblemente corresponde a Cannington Hill, cerca de Cannington, Bridgwater en Somerset, Inglaterra, pero no se descarta que fuese en otro emplazamiento.
Una partida de vikingos comandados por Ubbe Ragnarsson, y sus hermanos Ivar el Deshuesado y Halfdan, desembarcaron en la costa de Combwich con una flota de 23 naves y 1200 hombres. Un grupo de thanes y sus soldados los descubrieron, en un primer y cruento encuentro cayó Halfdan y un contingente de vikingos:

Y en el invierno de este mismo año Ivar y Halfdan desembarcaron en Wessex, en Devonshire, con 23 barcos, y allí fue muerto, y 840 hombres de su ejército con él.
Crónica anglosajona

Tras la refriega los anglosajones se refugiaron en una fortaleza, llamada «Cynwit», que era bastante segura a excepción del flanco este que carecía de una adecuada defensa. Ubbe y sus vikingos asediaron la fortaleza esperando una rápida rendición de los sajones a falta de agua potable, pero inesperadamente, en lugar de esperar la muerte sedientos en una colina, atacaron al anochecer tomando a los daneses por sorpresa y logrando una gran victoria.

## Consecuencias
Mientras que la Crónica anglosajona trata superficialmente su desarrollo, la batalla de Cynwit fue importante por dos razones.
La primera, porque fue una victoria importante para los sajones ya que el triunfo vino de la mano de alguien más que el irreductible Alfredo el Grande, rey de Wessex, que prácticamente encabezaba la resistencia en solitario frente a las hordas invasoras. La crónica, en su entrada del año 878, afirma que «todos a excepción del rey Alfredo» habían sido subyugados por los vikingos. La batalla incita a pensar que pese al liderazgo de Alfredo y su esfuerzo por unir a los pueblos ingleses contra los vikingos, algunos nobles todavía dominaban sectores de Wessex por su cuenta.
La segunda, en la batalla, Odda y las fuerzas inglesas no solo lograron matar a Ubbe, sino que también capturaron el estandarte del cuervo que los vikingos llamaban Hrefn ('Cuervo'):

También se tomó la bandera de guerra (guðfani), que ellos llamaban «Cuervo».
Crónica anglosajona

De nuevo, mientras la crónica solo trata la batalla superficialmente, es digna de atención la captura del estandarte, que en ninguna otra batalla donde los sajones habían vencido se menciona. Es remarcable que el estandarte tenía un significado especial, ya que de los tres hermanos Halfdan, Ivar y Ubbe, el último era bastante supersticioso y solía consultar a hechiceros paganos para dilucidar el resultado de sus actos en el campo de batalla. Por lo tanto, siendo el estandarte de Ubbe, tenía un valor ritual muy específico entre los daneses, tan importante como el «anillo sagrado» que usaron para pactar la paz con Alfredo tras la batalla de Edington unos meses más tarde.

## Cultura popular
La batalla aparece en la novela The Marsh King, una novella histórica de aventuras de Cyril Walter Hodges, donde la batalla se desarrolla en «Kynwit». La novela se centra en la figura del rey Alfredo, pero da crédito al conde Odda y su Victoria pese a que el desarrollo de la contienda se aleja de las crónicas, desembarcando los vikingos por la noche y siendo vencidos inmediatamente nada más pisar tierra.
La batalla también aparece en la novella El último reino de Bernard Cornwell. Cornwell corrobora la victoria, así como la muerte de Ubbe, pero en manos del héroe de ficción Uhtred.